# Ворсо (Минесота)
Ворсо (енгл. Warsaw) насељено је место без административног статуса у америчкој савезној држави Минесота.

## Демографија
По попису из 2010. године број становника је 627.
| Група             | 2000.    | 2010.       |
| Белци             | 0 (0,0%) | 605 (96,5%) |
| Афроамериканци    | 0 (0,0%) | 1 (0,2%)    |
| Азијати           | 0 (0,0%) | 3 (0,5%)    |
| Хиспаноамериканци | 0 (0,0%) | 2 (0,3%)    |
| Укупно            | 0        | 627         |